# Gnomonia
Gnomonia Ces. & De Not. – rodzaj grzybów z klasy Sordariomycetes.

## Systematyka i nazewnictwo
Pozycja w klasyfikacji według Index Fungorum: Gnomoniaceae, Diaporthales, Diaporthomycetidae, Sordariomycetes, Pezizomycotina, Ascomycota, Fungi.
Takson ten utworzyli Vincenzo de Cesati i Giuseppe De Notaris w 1863 r.
Synonimy:
- Gnomonina Höhn. 1917
- Kubinyia Schulzer 1866
- Laestadia Auersw. 1869
- Mamiania Ces. & De Not. 1863
- Melanopelta Kirschst. 1939
- Rehmiella G. Winter 1883
- Rostrocoronophora Munk 1953[2].

## Gatunki występujące w Polsce
- Gnomonia betulina Vleugel 1917
- Gnomonia cerastis (Riess) Ces. & De Not. 1863
- Gnomonia dryadis Auersw. 1869[3]
- Gnomonia fimbriata (Pers.) Fuckel 1870
- Gnomonia gnomon (Tode) J. Schröt. 1897
- Gnomonia pruni Fuckel 1870
- Gnomonia tetraspora G. Winter 1872

Nazwy naukowe na podstawie Index Fungorum. Wykaz gatunków Polski na podstawie „Grzyby mikroskopijne Polski”.